# Martina Trchová
Martina Trchová (* 14. února 1983 Praha) je česká zpěvačka, kytaristka, skladatelka, textařka a také výtvarnice. Je autorkou osobitých písní, ve kterých se potkávají experimentální folk, blues, indie pop a jazz. Vydala čtyři řadová alba a dvě knihy.
Vystudovala výtvarné umění a český jazyk a literaturu na Pedagogické fakultě Univerzity Karlovy, hudbě se věnuje jako samouk od 16 let.

## Život

### Hudba
Už v roce 2000 kolem sebe vytvořila malou kapelu Vzdušné zámky (Iva Třeboňáková – flétna, Stanislav Hynek – kytara, basová kytara a příležitostně další spoluhráči) a v tomto složení se objevili na festivalu Zahrada. Koncert skupiny Vzdušné zámky ve školní studovně gymnázia byl jejím prvním veřejným vystoupením. V březnu 2001 začala vystupovat sama, v květnu téhož roku získala první místo v autorsko-interpretační soutěži na festivalu Folkový kvítek. Od téhož roku vystupovala několik let v duu s flétnistkou a zpěvačkou Karolinu Skalníkovou, duo občas rozšiřoval kytarista Jan-Matěj Rak. Skalníková hostovala v jedné písni na první demonahrávce Teprv se probouzím (2001), následující Maxisingl (2003) už nahrály spolu. V roce 2004 získaly ocenění na dvou velkých českých folkových festivalech (autorská a interpretační Porta a Krteček na Zahradě) a od začátku příštího roku začala Martina Trchová natáčet své debutové album Čerstvě natřeno. Většina písniček alba, na kterém spolupracovala s Karolinou Skalníkovou, Janem-Matějem Rakem (také autor jedné z písní), Máriem Bihárim, Františkem Rabou, Vítem Sázavským, Vlaďkou Hořovskou, Žofií Kabelkovou, Zdeňkem Vřešťálem a dalšími, byla nahrána v kapelových aranžích. Po vydání alba to na sklonku roku 2005 vyústilo k vytvoření malé kapely (Trchová, Skalníková, Rak, Ondřej Kout – bicí, Martin Mráz – basová kytara, klavír; hostující Boris Kubíček – saxofon), která ale fungovala jen krátce.

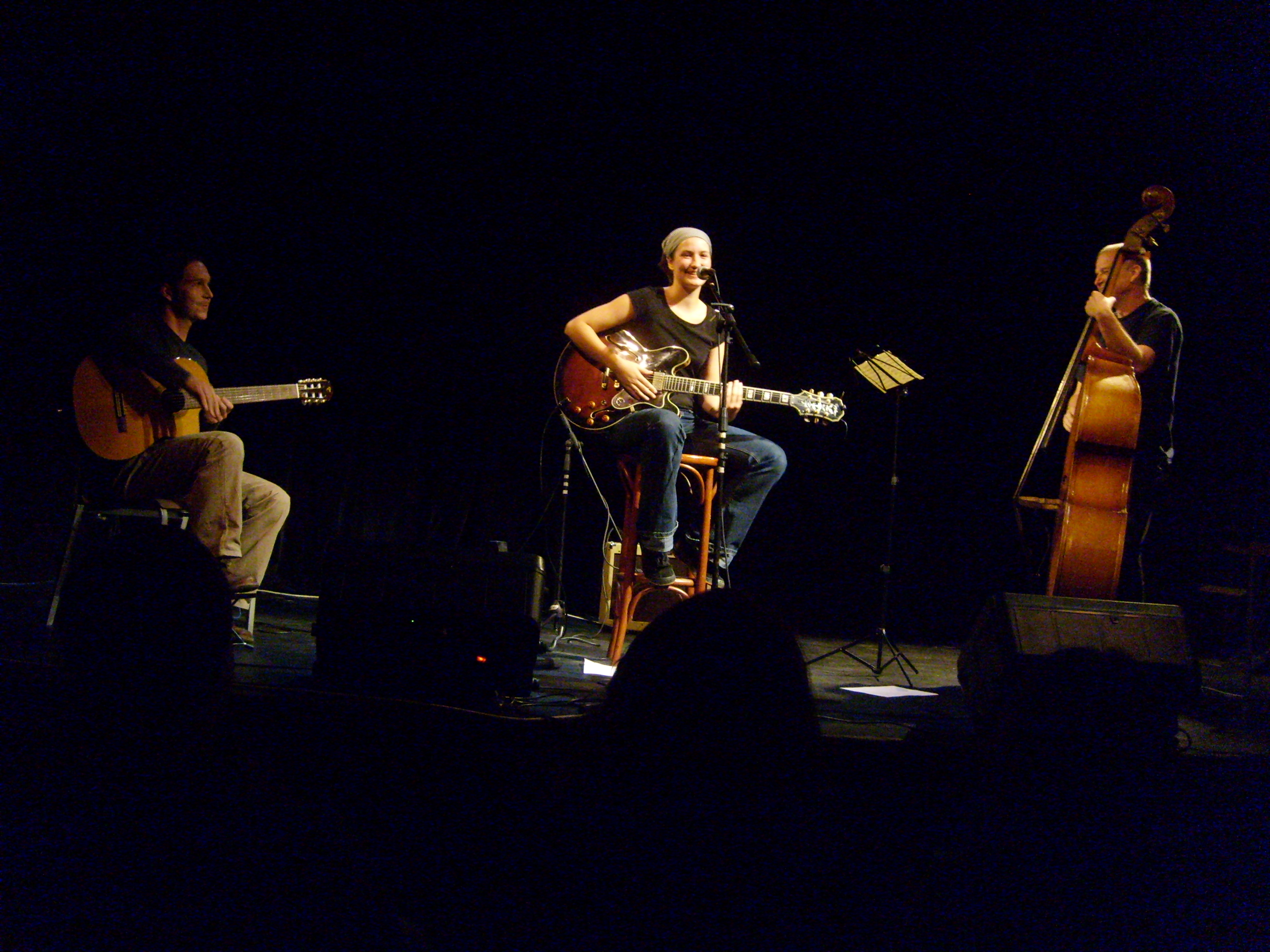
Trijo: Martina Trchová, Patrik Henel (vlevo) a Michal Pospíšil na koncertě Osamělých písničkářů v Divadle Na Prádle 13. září 2007.

Od roku 2007 hrávala Trchová i s kontrabasistou Michalem Pospíšilem, který zpočátku rozšiřoval duo se Skalníkovou, popř. trio i s Rakem. Pak ale Karolina Skalníková odešla na mateřskou dovolenou a Jana-Matěje Raka nahradil kytarista Patrik Henel. Vznikla tak skupina, která vystupovala pod názvem Trijo (v repertoáru měli i Henelovy písně) a fungovala něco přes rok do podzimu 2008.
Po rozpadu Trija se Martina Trchová vrátila ke hraní v duu se Skalníkovou. V druhé polovině roku 2009 se vrátil Patrik Henel a 26. října měla premiéru nová koncertní sestava Trchová – Skalníková – Henel a nový kontrabasista Radek Polívka. V dubnu 2010 vyšlo u Indies MG album Takhle ve mně vyjou vlci. Výrazným hostem zde byl bubeník Petr Chlouba, který se poté stal členem kapely a společně vystupovali pod názvem Martina Trchová & TRIO (Patrik Henel – kytary, Radomír Polívka – kontrabas, Petr Chlouba – bicí). V tomto složení s několika hosty vydali v květnu 2016 další album Holobyt, které v roce 2017 získalo cenu Anděl v kategorii Folk & country. Na podzim 2022 tuto svoji doprovodnou kapelu Trchová rozpustila, jedním z důvodů bylo to, že se přestěhovala do Brna, zatímco ostatní členové kapely zůstali v Praze. Trchová začala vystupovat sólově s elektrickou kytarou a looperem.
V roce 2020 navázala tvůrčí spolupráci s Martinem Kyšperským z kapely Květy, když zhudebnila Kyšperského text a společně nazpívali píseň Nové otazníky, která tematizovala Vánoce v době covidového lockdownu. Píseň vyšla na sampleru Osamělých písničkářů Šťastné a osamělé. Na podzim roku 2024 pak v produkci Martina Kyšperského vydala v pořadí čtvrté album 90 % štěstí (Indies Scope), na němž se podílelo i několik dalších hudebníků, například bubeník Martin Novák, cellistka Alžběta Rolečková nebo trumpetista Christoffer Strandh. V nových písních Martina zachycuje pocity spojené s dvojnásobným mateřstvím i rodinnými ztrátami, všímá si ale také detailů každodenního městského života. Album bylo nominováno na Anděla v kategorii folk.
Spolu s písničkářkami Magdou Brožkovou a Žofií Kabelkovou tvořila humorné trio Ježibabinec. Někdy jako zpěvačka koncertovala spolu s folkovým duem Hořký kafe, hostovala také při koncertech Nestíháme či u Pavla Pokorného (album Pokoj pro hosty). Napsala také dva písňové texty (Křehké světlo a Měl jsem stín) pro album Jablkoně Sentimentální Němec (2013).
S kytaristou Adamem Kubátem v letech 2009–2022 interpretovala písně z repertoáru Zuzany Navarové.
Na jaře 2022 zorganizovala malý hudební festival Ženfest pod třešní v Brně-Obřanech, který má vždy druhou sobotu v květnu už svou tradici.

### Výtvarné umění
Realizuje se také jako malířka – především velkých akrylových pláten, ve kterých ráda experimentuje i s akrylovými spreji. V roce 2015 vydala knížku Deníky z Ladakhu, malované i psané dojmy z její cesty do Ladaku v Himálaji, kde v roce 2014 učila výtvarnou výchovu a hru na kytaru na škole podporované organizací Brontosauři v Himálaji. V roce 2023 vydala obrazovou knihu Babi (nakladatelství HOST). Ilustrovala knihy Markéty Pilátové Bába Bedla a Bába Bedla a dívka na hřebeni. Vytvořila booklet pro album Iva Cicvárka Velký svět (2013) a vlastní booklet pro album Holobyt (2016).

## Diskografie

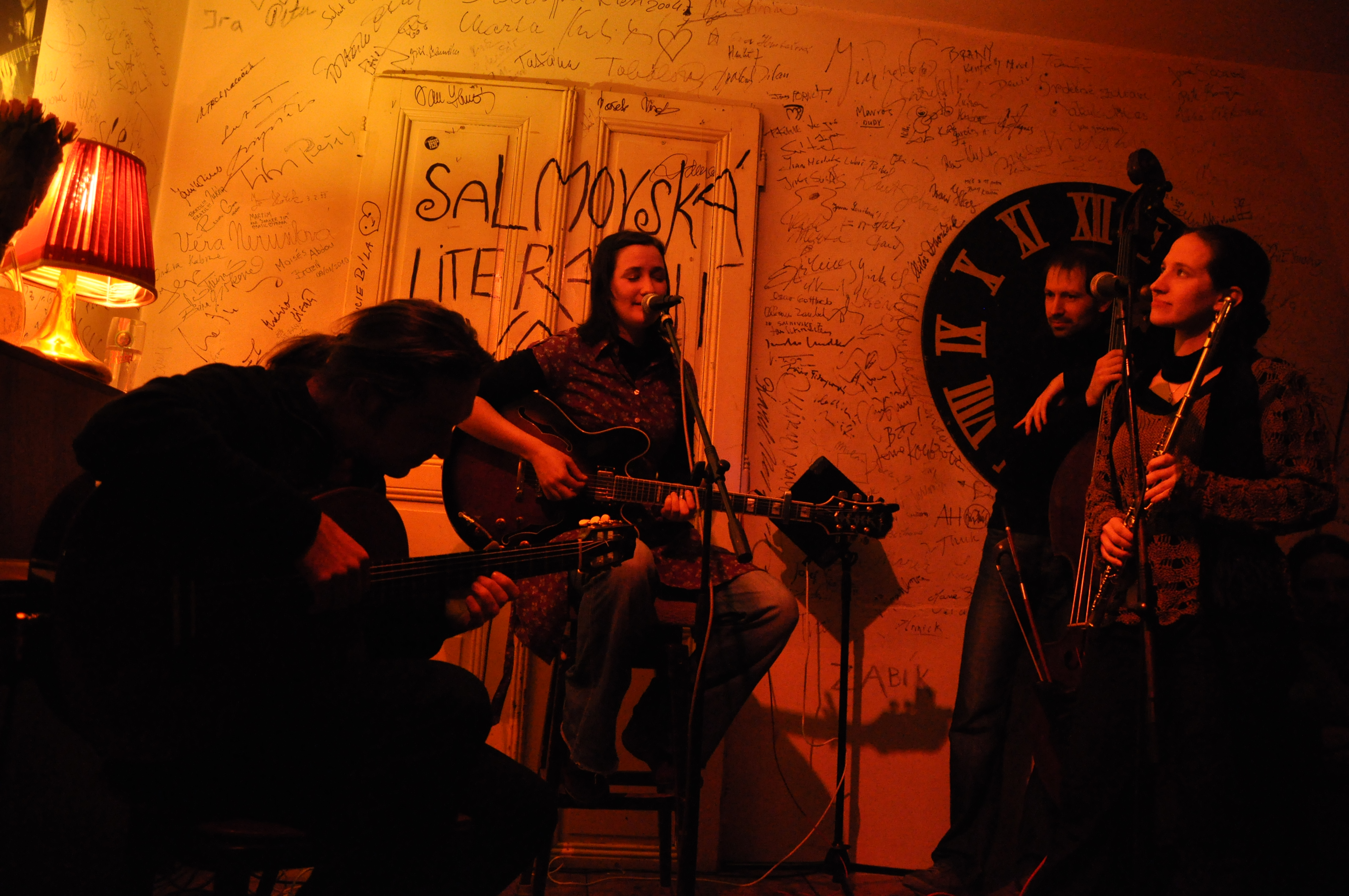
Patrik Henel, Martina Trchová, Radek Polívka a Karolina Skalníková na koncertě v pražské Salmovské literární kavárně 8. února 2010.

### Alba
- Čerstvě natřeno (2005, Indies Records)
- Takhle ve mně vyjou vlci (2010, Indies MG)
- Holobyt (2016, Indies MG)
- 90 % štěstí (2024, Indies Scope Records)

### Demonahrávky
- Teprv se probouzím (2001)
- Maxisingl (Maxík) (2003)
- čtyřpísničkové demo s kapelou Trijo (záznam z pořadu Živák Country radia, 11. února 2008)
- demo 2009, s Patrikem Henelem (singl Voda stojatá)

### Spoluúčasti
- Svou píseň Vzpoura zpívá také na CD Zahrada písničkářů – Kuřim, 2002 (Indies Records).
- Na sampleru Havěť všelijaká 2 (2006) zpívá Martina Trchová svou písničku Bakterie Božena.
- Na sampleru Šťastné a osamělé (2020) zpívá Martina Trchová spolu s Martinem Kyšperským jejich společnou písničku Nové otazníky.
- Jako zpěvačka hostovala na albu Jana Buriana Dívčí válka (2006) a na albu Pokoj pro hosty Pavla Pokorného (2006). Dále hostovala na albu Jana Jeřábka Otisky příběhů ze snů (2013), Honzy Roušara Věnováno Českému svazu hemofiliků (2015) a Iva Cicvárka Padá (2020). Zpívá také vokály na sólovém albu Martina Kyšperského Vlakem (2016) a na albu Lorenzovi hoši kapely Květy (projekt YM).

Jako hudební režisérka se podílela na albu Němec & Puttnerová: PůlJablkoň (2014).

### Knižní ilustrace
- Markéta Pilátová: Bába Bedla, 2021, druhé vydání 2023
- Markéta Pilátová: Bába Bedla a dívka na hřebeni, 2023